# Maytenus insculpta
Maytenus insculpta är en benvedsväxtart som beskrevs av J.A. Steyermark. Maytenus insculpta ingår i släktet Maytenus och familjen Celastraceae. Inga underarter finns listade.